# Tiaropsidium atlanticum
Tiaropsidium atlanticum är en nässeldjursart som beskrevs av Russell 1956. Tiaropsidium atlanticum ingår i släktet Tiaropsidium och familjen Mitrocomidae. Inga underarter finns listade i Catalogue of Life.